# Balog Judit
Balog Judit (Budapest, 1953. augusztus 7. –) magyar színésznő.

## Életútja
Saját magáról mesélte:

„Édesapám a Nemzeti Színházban, Madách Színházban volt üzemigazgató, édesanyám a Déryné Színháznak, később pedig a
Népszínháznak volt művészeti főtitkára. Így aztán nem csoda, hogy én is a világot jelentő deszkákat választottam: a 25. Színházba kerültem Iglódi István hívására. Jelentős szereppel kezdtem: a Tragédia virágáruslánya volt első feladatom…”

Pályáját 1974-ben kezdte a 25. Színháznál. 1977 és 1981 között a Népszínház, illetve Józsefvárosi Színház tagja volt. 1981-ben a nyíregyházi Móricz Zsigmond Színház, majd 1982–1984-ben a győri Kisfaludy Színház, 1984–1986-ban a Miskolci Nemzeti Színház, 1986-tól 1989-ig a szolnoki Szigligeti Színházban lépett fel. 1989-ben visszatért a győri Kisfaludy Színházhoz. Férje: Morcsányi Géza dramaturg, műfordító.

## Fontosabb színházi szerepei
- Egérke (Örkény István: Macskajáték)
- Duzzog (Vörösmarty Mihály: Csongor és Tünde)
- Sári (Szép Ernő: Vőlegény)
- Mária (William Shakespeare: Vízkereszt, vagy amit akartok)
- Lipa (Makszim Gorkij: Örökösök)
- Brigitte I. (Marc Camoletti: Boldog születésnapot)
- Yvette Longpre (Michel Tremblay: Sógornők)
- Claux-né (Georges Feydeau: Egy hölgy a Maximból)
- 7. esküdt (Reginald Rose: Tizenkét dühös ember)
- Flocika (Hanoch Levin: Nőtlenek és hajadonok)

## Filmszerepei
- 56 villanás (tévéfilm, 2007)
- Konfesszió (2001)
- Kis Malac Nagy története (magyar dokumentumfilm, 2000)
- A kaméliás hölgy (magyar tévéfilm, 1985)

## CD-k, hangoskönyvek
- Ljudmila Ulickaja: A lélek testéről (2021)